# Grand Theft Auto: London, 1961
A Grand Theft Auto: London, 1961 a GTA-sorozat második kiegészítése, mely 1999. június 1-jén jelent meg PC-re. A játékba ugyanazt a grafikai motort építették be, amit a Grand Theft Autóban is használtak. A játékban a helyszín - ahogy neve is mutatja - szintén London, 1961-ben. Ebben a részben találkozhatunk a London 1969 több szereplőjével is. A küldetéscsomag letölthető a játék hivatalos honlapjáról.

## Külső hivatkozások
- A játék hivatalos oldala
- A sorozat hivatalos oldala
- Magyar nyelvű rajongói oldal